# Buck Dharma
Buck Dharma, pseudonimo di Donald Roeser (Long Island, 12 novembre 1947), è un chitarrista statunitense, membro fondatore del gruppo hard rock statunitense Blue Öyster Cult.

## Biografia
È uno dei tre membri stabili dei Blue Öyster Cult dal 1967, data di fondazione della band, insieme al cantante Eric Bloom e al tastierista Allen Lanier.
Oltre a essere un talentuoso chitarrista, Buck Dharma è stato anche cantante e autore di molti brani, tra i quali (Don't Fear) The Reaper e Godzilla.
Il suo unico album solista, Flat Out (1982) fu un flop e perciò, per il resto della sua carriera, Dharma non realizzò altri album da solo.
L'uso dello pseudonimo è stata un'idea del manager della band, Sandy Pearlman, il quale aveva in mente di affibbiare ad ogni membro del gruppo un soprannome, ma alla fine soltanto Donald Roeser cambiò nome.

## Discografia

### Da solista
- 1982 - Flat Out